# Листи Джеймса Джойса

Листи Джеймса Джойса

Листи Джеймса Джойса — епістолярна спадщина ірландського письменника, якого вважають одним з найвпливовіших літераторів двадцятого століття. Листи розкривають певні факти біографії, особливості творчості, світоглядні позиції літератора, чий доробок вплинув на всю сучасну культуру. Епістолярій дає змогу наблизить до розуміння його роману «Улісс», який посідає 3 місце у Рейтингу 100 найкращих книг усіх часів журналу «Ньюсвік».

## Основні видання
Одне із найважливіших видань листування літератора підготовлено та відредаговано його другом, перекладачем та коментатором «Улісса» Стюартом Ґілбертом. Також відомим є тритомне видання під назвою «Листи Джеймса Джойса (1957—1966)», де редакторами виступили Стюарт Ґілберт та Річард Еллман.
Том перший видано у Лондоні видавництвом Faber 1957 року. Другий і третій томи видано і Лондоні цим же видавництвом 1966 року. Ці три томи містять понад 1500 листів та складають зібране листування Джойса. Перший том відредагував Стюарт Ґілберт, ці листи були доступні через шістнадцять років після смерті Джойса.
Другий і третій томи, відредаговані Річардом Елламном, біографом Джойса, містять набагато більшу кількість листів. Другий і третій томи містять велику кількість листів, знайдених у Трієсті та інших місцях вже після публікації видання Ґілберта в 1957 році. Значна кількість листів є епістолярієм від В. Б. Єйтса, Дж. Мура, Е. Павнда та Т. С. Еліота.

## Адресати та адресанти листів Дж. Джойса
У своїх листах Джойс спілкується із Сільвією Біч, Беннетом Серфом, Бенджаміном Коннером, Бенджаміном Гьюбшем, Шейном Леслі, Віндемом Льюїсом, Мірсін Мошос, Норою Джойс, Люсією Джойс, Герієт Шов Вівер, Джоном Джойсом, Станіслаусом Джойсом, Вільямом Батлером Єйтсом, Дж. Муром, Е. Павндом, Томасом Стернзом Еліотом та іншими.

## Оцінки листів Дж. Джойса
Стівен Спендер звертає увагу на те, що листи письменника, що містяться у виданні 1957 року, майже повністю присвячені операціям, пов'язаними з друком і виданням книг Джойса, описуючи при цьому умови, у яких він працював, страждання, яких він зазнав під час виконання свого творчого завдання, вибачення за роботу, коли вона була завершена, та пошуки допомоги. Стівен Спендер також пише, що в своїх листах Джойс демонструє багато чеснот: уважність, терпіння, порядність, толерантність, ввічливість, готовність надати пояснення та інформацію.
Єдиним предметом інтересів ірландського письменника Спендер називає його власну роботу. В цілому листи створюють надзвичайно цікавий автопортрет, що на думку автора відгуку є повністю зовнішньою «протилежністю» Стівена Дедала. Тут є людина, вигнана із власної країни, змучена хворобою очей, людина, яка героїчно бореться проти бідності, зневаги, дурості та нерозуміння. В листуванні можна помітити ознаки комплексу переслідування, дитячу фантазію його листів до доньки Люсії та випадкові вправи в стилі «Проминок за Фіннеганом».

Стівен Спендер додає, що на відміну від світу романів, листи Джойса ніколи не бувають непристойними чи обурливими. У листах Джойс звертається до міс Гаррієт Шоу Вівер, редакторки The Egoist і непохитної покровительки Джойса, Френка Баджена, автора книги «Джеймс Джойс і створення „Улісса“» та Стюарта Гілберта, редактора листів Джойса та коментатора його творчості. Є також листи до Валері Ларб, якому Джойс пояснює різні питання щодо своїх романів «Улісс» та «Поминки за Фіннеганом». Джойс є надзвичайно скрупульозним і порядним у своїх стосунках з іншими. Так, коли виникає резонанс через те, що Джон Квінн продав рукопис «Улісса», Джойс стає на його захист. Вдячність є рисою усіх його листів до міс Вівер.

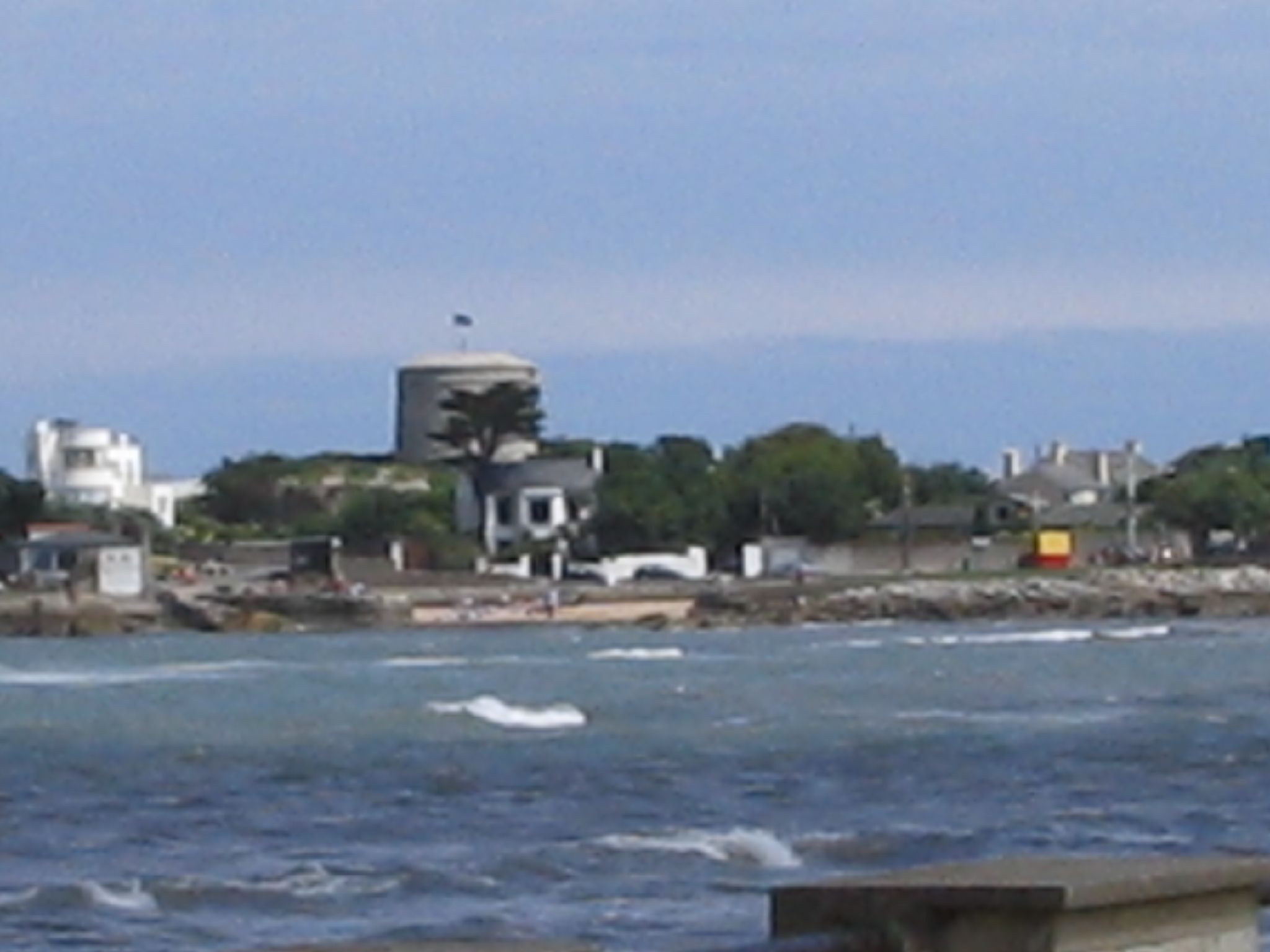
Вежа Джеймса Джойса

У листах Джойс доволі критично ставиться до творчості Марселя Пруста. Про Юнга і Фрейда він пише (в червні 1921 року): «Група людей у Цюріху переконала себе, що я поступово божеволію, і фактично намагалася спонукати мене потрапити в санаторій, де якийсь доктор Юнг (швейцарський Твідледум, який не плутати з віденським Твідлді, доктором Фройдом) розважається коштом (у всіх сенсах цього слова) леді та джентльменів, яких турбують бджоли в капелюшках».
Стівен Спендер резюмує, що обговорюючи Дж. Джойса із листів, добре це чи погано, людина не залишається ні з чим, крім самого себе. «Попри усю красу, яку вони містять, людина відчуває себе пригніченою, сумною і самотньою. Листи викликають задуху. З огляду на ці листи Джойс сповнює мене благоговінням, захопленням і бажанням припинити судження, відчуттям майже молитви, щоб історія пробачила його зарозумілість і дозволила його творам перемогти простою силою своєї краси» — зізнається британський поет і критик, пан Спендер.
Видання The Atlantic Monthly видало окремі листи Дж. Джойса, де як зазначено «описано карколомні труднощі, з якими він зіткнувся під час написання свого великого твору». Також зазначено, що в листах Джойса спостерігається майстерність письменника у коригуванні їх тону, а не лише їх змісту, залежно від особистості кореспондентів. Веселі, розмовні листи до його друга Френка Баджена та інформативні, химерні, трохи поблажливі листи до Міс Вівер створюють цікавий контраст.